# Worskla Poltawa
Der FK Worskla Poltawa (ukrainisch ФК «Ворскла» Полтава) ist ein ukrainischer Fußballverein aus der zentralukrainischen Stadt Poltawa. Der Verein spielt derzeit in der ukrainischen Premjer-Liha.

## Geschichte
Der Klub wurde 1955 unter dem Namen Kolhospnyk gegründet. Nachdem das Team zwischenzeitlich noch weitere Male den Namen änderte, erhielt der Verein 1984 seinen heutigen Namen Worskla. Worskla ist der Fluss, der durch die Stadt Poltawa fließt. 1996 stieg Worskla Poltawa zum ersten Mal in die erste ukrainische Liga auf und erreichte in der Debütsaison prompt den dritten Tabellenplatz. Seither ist die Mannschaft nicht wieder aus der Premjer-Liha abgestiegen. 2009 gewann Worskla den ukrainischen Pokal gegen Schachtar Donezk mit 1:0.

## Europapokalbilanz
Durch den Gewinn des nationalen Pokals im Jahre 2009 nahm der Verein an der Qualifikation für die UEFA Europa League 2009/10 teil. Dort scheiterte die Mannschaft in der Play-off-Runde an Benfica Lissabon mit 0:4 und 2:1.
Auch in der Saison 2011/2012 hatte Worskla Poltawa die Chance sich für die UEFA Europa League zu qualifizieren, bezwang in den Qualifikationsrunden Glentoran FC und Sligo Rovers und konnte durch Siege gegen den rumänischen Vertreter Dinamo Bukarest erstmals an dem Turnier teilnehmen. Dort traf das Team in Gruppe B auf den FC Kopenhagen, Standard Lüttich sowie Hannover 96 und schied als Tabellenletzter nach zwei Unentschieden und vier Niederlagen aus dem Wettbewerb aus. 2018 qualifizierte sich Worskla für seine zweite Europa-League-Teilnahme, diesmal direkt als Tabellendritter der Premjer-Liha.
| Saison  | Wettbewerb                    | Runde                  | Gegner                | Gesamt    | Hin        | Rück          |
| ------- | ----------------------------- | ---------------------- | --------------------- | --------- | ---------- | ------------- |
| 1997/98 | UEFA-Pokal                    | 1. Qualifikationsrunde | FK Daugava Riga       | 5:2       | 3:1 (A)    | 2:1 (H)       |
| 1997/98 | UEFA-Pokal                    | 2. Qualifikationsrunde | RSC Anderlecht        | 0:4       | 0:2 (A)    | 0:2 (H)       |
| 1998    | UEFA Intertoto Cup            | 1. Runde               | KS/Leiftur            | 6:0       | 03:0 (A) 1 | 3:0 (H)       |
| 1998    | UEFA Intertoto Cup            | 2. Runde               | Akademisk BK Gladsaxe | (a)3:3(a) | 2:2 (A)    | 1:1 (H)       |
| 1998    | UEFA Intertoto Cup            | 3. Runde               | Fortuna Sittard       | 2:5       | 0:3 (A)    | 2:2 (H)       |
| 2000/01 | UEFA-Pokal                    | Qualifikation          | Rabotnički Skopje     | 4:0       | 2:0 (H)    | 2:0 (A)       |
| 2000/01 | UEFA-Pokal                    | 1. Runde               | Boavista Porto        | 2:4       | 1:2 (H)    | 1:2 (A)       |
| 2009/10 | UEFA Europa League            | Play-offs              | Benfica Lissabon      | 2:5       | 0:4 (A)    | 2:1 (H)       |
| 2011/12 | UEFA Europa League            | 2. Qualifikationsrunde | Glentoran FC          | 5:0       | 2:0 (A)    | 3:0 (H)       |
| 2011/12 | UEFA Europa League            | 3. Qualifikationsrunde | Sligo Rovers          | 2:0       | 0:0 (H)    | 2:0 (A)       |
| 2011/12 | UEFA Europa League            | Play-offs              | Dinamo Bukarest       | 5:3       | 2:1 (H)    | 3:2 (A)       |
| 2011/12 | UEFA Europa League            | Gruppenphase           | FC Kopenhagen         | 1:2       | 0:1 (A)    | 1:1 (H)       |
| 2011/12 | UEFA Europa League            | Gruppenphase           | Hannover 96           | 2:5       | 1:2 (H)    | 1:3 (A)       |
| 2011/12 | UEFA Europa League            | Gruppenphase           | Standard Lüttich      | 1:3       | 0:0 (A)    | 1:3 (H)       |
| 2015/16 | UEFA Europa League            | 3. Qualifikationsrunde | MŠK Žilina            | (a)3:3(a) | 0:2 (A)    | 3:1 n. V. (H) |
| 2016/17 | UEFA Europa League            | 3. Qualifikationsrunde | NK Lokomotiva Zagreb  | 2:3       | 0:0 (A)    | 2:3 (H)       |
| 2018/19 | UEFA Europa League            | Gruppenphase           | FC Arsenal            | 2:7       | 2:4 (A)    | 0:3 (H)       |
| 2018/19 | UEFA Europa League            | Gruppenphase           | Sporting Lissabon     | 1:5       | 1:2 (H)    | 0:3 (A)       |
| 2018/19 | UEFA Europa League            | Gruppenphase           | Qarabağ Ağdam         | 1:1       | 1:0 (A)    | 0:1 (H)       |
| 2021/22 | UEFA Europa Conference League | 2. Qualifikationsrunde | Kuopion PS            | 4:5       | 2:2 (A)    | 2:3 n. V. (H) |
| 2022/23 | UEFA Europa Conference League | 2. Qualifikationsrunde | AIK Solna             | 3:4       | 3:2 (H)    | 0:2 n. V. (A) |
| 2023/24 | UEFA Europa Conference League | 2. Qualifikationsrunde | FC Dila Gori          | 3:4       | 2:1 (H)    | 1:3 (A)       |

Gesamtbilanz: 44 Spiele, 15 Siege, 9 Unentschieden, 20 Niederlagen, 59:68 Tore (Tordifferenz −9)

## Spielstätte
Die Heimspiele trägt der Verein im Worskla-Stadion aus, das zu Ehren von Alexei Butowski, der einer der Gründer der Olympischen Spiele war, auch Worskla-Butowskoho-Stadion heißt.

## Erfolge
- Meister in der zweiten ukrainischen Liga: 1996
- Ukrainischer Fußballpokalsieger: 2009
- Ukrainischer Fußballpokalfinalist: 2020, 2024
- Ukrainischer Fußballsupercupfinalist: 2009

## Spieler
- Witalij Staruchin (1970–1972)
- Andrij Pjatow (2002–2007)
- Zoran Pavlovič (2003)
- Andrius Jokšas (2004–2005)
- Sofiène Melliti (2004–2006)
- Debatik Curri (2005–2010)
- Aleksandar Stoimirović (2006–2008)
- Ruslan Lewyha (2006–2008)
- Armend Dallku (2006–2016)
- Roman Besus (2009–2012)

## Trainer
- Anatolij Konkow (1998–2000)
- Wolodymyr Muntjan (2004–2005)